# Белицка, Ина
И́на А́вгустовна Бели́цка (латыш. Ina Belicka; 21 мая 1937 года) — советский и латвийский селекционер. Окончила факультет агрономии Сельскохозяйственной академии Латвии (1960). Dr. habil. biol (1992). Профессор seniore ЛЛУ (2002—2003). Член редколлегии журнала «Agronomijas vēstis» (1999—2003). Ведущий научный сотрудник института «Valsts Stendes graudaugu selekcijas institūts». Автор 108 публикаций. Награждена орденом Трёх звёзд (2002 год) и Гос. премией Латвийской ССР (1 июля 1980).